# Otto af Klint
Samuel Otto Gustaf af Klint, född 22 oktober 1815 på Östra Boråkra i Nättraby socken, död 27 november 1878 i Växjö, var en svensk militär.
af Klint blev kadett vid Krigsakademien på Karlberg 1829, utexaminerades 1834, blev underlöjtnant vid Smålands grenadjärbataljon 1835, löjtnant 1844 och kapten 1853. Han blev major i armén 1859, var fullmäktig vid krigsbefälets sammanträden 1860 och 1865, ordförande i nämnden för ordnandet av prästerskapets avlöning i Blekinge län 1862–1864 och 1866–1868 samt ledamot av kommittén för utarbetande av frågor rörande lindring av båtsmansskyldigheterna 1868. af Klint var överstelöjtnant och chef för Smålands grenadjärbataljon 1870–1873 och överste och chef för Kronobergs regemente 1873–1878. Han blev riddare av Svärdsorden 1858 och kommendör av andra graden av Dannebrogorden 1871.
Otto af Klint var son till amiralen Carl af Klint och Hedda Kihlgren. Han gifte sig 1846 med Elise Rappe (1827–1918). De blev föräldrar till Hedvig af Klint (1848–1910), som 1869 gifte sig med Ivar Virgin, och till Emmy af Klint (1864–1925), som gifte sig första gången 1890 med Erik Leijonhufvud och andra gången 1903 med Axel Widstrand (båda äktenskapen avslutades med skilsmässa).